# Ah, être un Gélate...
Ah, être un Gélate… (titre original : Oh, to Be a Blobel!) est une nouvelle de Philip K. Dick, parue en 1964 dans Galaxy Magazine. Elle s'inscrit dans le genre de la science-fiction humoristique.

## Résumé
George Munster est un vétéran de la guerre contre les Gélates (en anglais, Blobels), des êtres monocellulaires protoplasmiques très présents aux marges du Système solaire. Choisi alors comme espion, il a subi une altération lui permettant de se transformer en Gélate. De retour à la vie civile, il est sujet à des transformations involontaires ce qui l'empêche de se marier ou de trouver un travail.

## Accueil
Jason P. Vest, dans The Postmodern Humanism of Philip K. Dick, qualifie la conclusion de la nouvelle de « perverse »

## Parutions en France
La nouvelle est parue en France :
- en 1982 dans le recueil L'homme doré, éditions J'ai lu, collection « Science Fiction » n°1291[3] ;
- en 2002 dans le recueil Minority report et autres récits[4].